# Jindřich Fritz
Jindřich Fritz (Praga, 15 giugno 1912 – Praga, 9 novembre 1984) è stato un compositore di scacchi cecoslovacco.
Dal 1930 compose oltre 500 studi e un centinaio di problemi, soprattutto in due e tre mosse. Influenzato dapprima da Henri Rinck, dichiarò che "gli si aprirono gli occhi" nel 1937, quando scoprì i compositori di scacchi sovietici. Vinse 26 primi premi in concorsi di composizione.
Come il suo connazionale Richard Réti, era un rappresentante della "Scuola di composizione boema". I suoi studi terminano invariabilmente con eleganti posizioni di matto o con lo stallo. La sua abilità gli permise di inserire idee profonde e svolgimenti complicati facendo uso di pochi pezzi. Realizzò infatti molte "miniature", composizioni con al massimo sette pezzi compresi re e pedoni.
Ottenne i titoli FIDE di Giudice Internazionale della composizione (1956) e Grande Maestro della composizione (1975).
Di professione era un avvocato.

## Esempi
|   | a | b | c | d | e | f | g | h |   |
| 8 | b8 alfiere del bianco · e8 donna del nero · b7 pedone del nero · b6 torre del bianco · c5 re del nero · d5 alfiere del nero · h5 torre del bianco · b4 alfiere del nero · b3 pedone del bianco · h3 pedone del nero · c2 cavallo del bianco · e2 cavallo del nero · h2 re del bianco · h1 alfiere del bianco | b8 alfiere del bianco · e8 donna del nero · b7 pedone del nero · b6 torre del bianco · c5 re del nero · d5 alfiere del nero · h5 torre del bianco · b4 alfiere del nero · b3 pedone del bianco · h3 pedone del nero · c2 cavallo del bianco · e2 cavallo del nero · h2 re del bianco · h1 alfiere del bianco | b8 alfiere del bianco · e8 donna del nero · b7 pedone del nero · b6 torre del bianco · c5 re del nero · d5 alfiere del nero · h5 torre del bianco · b4 alfiere del nero · b3 pedone del bianco · h3 pedone del nero · c2 cavallo del bianco · e2 cavallo del nero · h2 re del bianco · h1 alfiere del bianco | b8 alfiere del bianco · e8 donna del nero · b7 pedone del nero · b6 torre del bianco · c5 re del nero · d5 alfiere del nero · h5 torre del bianco · b4 alfiere del nero · b3 pedone del bianco · h3 pedone del nero · c2 cavallo del bianco · e2 cavallo del nero · h2 re del bianco · h1 alfiere del bianco | b8 alfiere del bianco · e8 donna del nero · b7 pedone del nero · b6 torre del bianco · c5 re del nero · d5 alfiere del nero · h5 torre del bianco · b4 alfiere del nero · b3 pedone del bianco · h3 pedone del nero · c2 cavallo del bianco · e2 cavallo del nero · h2 re del bianco · h1 alfiere del bianco | b8 alfiere del bianco · e8 donna del nero · b7 pedone del nero · b6 torre del bianco · c5 re del nero · d5 alfiere del nero · h5 torre del bianco · b4 alfiere del nero · b3 pedone del bianco · h3 pedone del nero · c2 cavallo del bianco · e2 cavallo del nero · h2 re del bianco · h1 alfiere del bianco | b8 alfiere del bianco · e8 donna del nero · b7 pedone del nero · b6 torre del bianco · c5 re del nero · d5 alfiere del nero · h5 torre del bianco · b4 alfiere del nero · b3 pedone del bianco · h3 pedone del nero · c2 cavallo del bianco · e2 cavallo del nero · h2 re del bianco · h1 alfiere del bianco | b8 alfiere del bianco · e8 donna del nero · b7 pedone del nero · b6 torre del bianco · c5 re del nero · d5 alfiere del nero · h5 torre del bianco · b4 alfiere del nero · b3 pedone del bianco · h3 pedone del nero · c2 cavallo del bianco · e2 cavallo del nero · h2 re del bianco · h1 alfiere del bianco | 8 |
| 7 | b8 alfiere del bianco · e8 donna del nero · b7 pedone del nero · b6 torre del bianco · c5 re del nero · d5 alfiere del nero · h5 torre del bianco · b4 alfiere del nero · b3 pedone del bianco · h3 pedone del nero · c2 cavallo del bianco · e2 cavallo del nero · h2 re del bianco · h1 alfiere del bianco | b8 alfiere del bianco · e8 donna del nero · b7 pedone del nero · b6 torre del bianco · c5 re del nero · d5 alfiere del nero · h5 torre del bianco · b4 alfiere del nero · b3 pedone del bianco · h3 pedone del nero · c2 cavallo del bianco · e2 cavallo del nero · h2 re del bianco · h1 alfiere del bianco | b8 alfiere del bianco · e8 donna del nero · b7 pedone del nero · b6 torre del bianco · c5 re del nero · d5 alfiere del nero · h5 torre del bianco · b4 alfiere del nero · b3 pedone del bianco · h3 pedone del nero · c2 cavallo del bianco · e2 cavallo del nero · h2 re del bianco · h1 alfiere del bianco | b8 alfiere del bianco · e8 donna del nero · b7 pedone del nero · b6 torre del bianco · c5 re del nero · d5 alfiere del nero · h5 torre del bianco · b4 alfiere del nero · b3 pedone del bianco · h3 pedone del nero · c2 cavallo del bianco · e2 cavallo del nero · h2 re del bianco · h1 alfiere del bianco | b8 alfiere del bianco · e8 donna del nero · b7 pedone del nero · b6 torre del bianco · c5 re del nero · d5 alfiere del nero · h5 torre del bianco · b4 alfiere del nero · b3 pedone del bianco · h3 pedone del nero · c2 cavallo del bianco · e2 cavallo del nero · h2 re del bianco · h1 alfiere del bianco | b8 alfiere del bianco · e8 donna del nero · b7 pedone del nero · b6 torre del bianco · c5 re del nero · d5 alfiere del nero · h5 torre del bianco · b4 alfiere del nero · b3 pedone del bianco · h3 pedone del nero · c2 cavallo del bianco · e2 cavallo del nero · h2 re del bianco · h1 alfiere del bianco | b8 alfiere del bianco · e8 donna del nero · b7 pedone del nero · b6 torre del bianco · c5 re del nero · d5 alfiere del nero · h5 torre del bianco · b4 alfiere del nero · b3 pedone del bianco · h3 pedone del nero · c2 cavallo del bianco · e2 cavallo del nero · h2 re del bianco · h1 alfiere del bianco | b8 alfiere del bianco · e8 donna del nero · b7 pedone del nero · b6 torre del bianco · c5 re del nero · d5 alfiere del nero · h5 torre del bianco · b4 alfiere del nero · b3 pedone del bianco · h3 pedone del nero · c2 cavallo del bianco · e2 cavallo del nero · h2 re del bianco · h1 alfiere del bianco | 7 |
| 6 | b8 alfiere del bianco · e8 donna del nero · b7 pedone del nero · b6 torre del bianco · c5 re del nero · d5 alfiere del nero · h5 torre del bianco · b4 alfiere del nero · b3 pedone del bianco · h3 pedone del nero · c2 cavallo del bianco · e2 cavallo del nero · h2 re del bianco · h1 alfiere del bianco | b8 alfiere del bianco · e8 donna del nero · b7 pedone del nero · b6 torre del bianco · c5 re del nero · d5 alfiere del nero · h5 torre del bianco · b4 alfiere del nero · b3 pedone del bianco · h3 pedone del nero · c2 cavallo del bianco · e2 cavallo del nero · h2 re del bianco · h1 alfiere del bianco | b8 alfiere del bianco · e8 donna del nero · b7 pedone del nero · b6 torre del bianco · c5 re del nero · d5 alfiere del nero · h5 torre del bianco · b4 alfiere del nero · b3 pedone del bianco · h3 pedone del nero · c2 cavallo del bianco · e2 cavallo del nero · h2 re del bianco · h1 alfiere del bianco | b8 alfiere del bianco · e8 donna del nero · b7 pedone del nero · b6 torre del bianco · c5 re del nero · d5 alfiere del nero · h5 torre del bianco · b4 alfiere del nero · b3 pedone del bianco · h3 pedone del nero · c2 cavallo del bianco · e2 cavallo del nero · h2 re del bianco · h1 alfiere del bianco | b8 alfiere del bianco · e8 donna del nero · b7 pedone del nero · b6 torre del bianco · c5 re del nero · d5 alfiere del nero · h5 torre del bianco · b4 alfiere del nero · b3 pedone del bianco · h3 pedone del nero · c2 cavallo del bianco · e2 cavallo del nero · h2 re del bianco · h1 alfiere del bianco | b8 alfiere del bianco · e8 donna del nero · b7 pedone del nero · b6 torre del bianco · c5 re del nero · d5 alfiere del nero · h5 torre del bianco · b4 alfiere del nero · b3 pedone del bianco · h3 pedone del nero · c2 cavallo del bianco · e2 cavallo del nero · h2 re del bianco · h1 alfiere del bianco | b8 alfiere del bianco · e8 donna del nero · b7 pedone del nero · b6 torre del bianco · c5 re del nero · d5 alfiere del nero · h5 torre del bianco · b4 alfiere del nero · b3 pedone del bianco · h3 pedone del nero · c2 cavallo del bianco · e2 cavallo del nero · h2 re del bianco · h1 alfiere del bianco | b8 alfiere del bianco · e8 donna del nero · b7 pedone del nero · b6 torre del bianco · c5 re del nero · d5 alfiere del nero · h5 torre del bianco · b4 alfiere del nero · b3 pedone del bianco · h3 pedone del nero · c2 cavallo del bianco · e2 cavallo del nero · h2 re del bianco · h1 alfiere del bianco | 6 |
| 5 | b8 alfiere del bianco · e8 donna del nero · b7 pedone del nero · b6 torre del bianco · c5 re del nero · d5 alfiere del nero · h5 torre del bianco · b4 alfiere del nero · b3 pedone del bianco · h3 pedone del nero · c2 cavallo del bianco · e2 cavallo del nero · h2 re del bianco · h1 alfiere del bianco | b8 alfiere del bianco · e8 donna del nero · b7 pedone del nero · b6 torre del bianco · c5 re del nero · d5 alfiere del nero · h5 torre del bianco · b4 alfiere del nero · b3 pedone del bianco · h3 pedone del nero · c2 cavallo del bianco · e2 cavallo del nero · h2 re del bianco · h1 alfiere del bianco | b8 alfiere del bianco · e8 donna del nero · b7 pedone del nero · b6 torre del bianco · c5 re del nero · d5 alfiere del nero · h5 torre del bianco · b4 alfiere del nero · b3 pedone del bianco · h3 pedone del nero · c2 cavallo del bianco · e2 cavallo del nero · h2 re del bianco · h1 alfiere del bianco | b8 alfiere del bianco · e8 donna del nero · b7 pedone del nero · b6 torre del bianco · c5 re del nero · d5 alfiere del nero · h5 torre del bianco · b4 alfiere del nero · b3 pedone del bianco · h3 pedone del nero · c2 cavallo del bianco · e2 cavallo del nero · h2 re del bianco · h1 alfiere del bianco | b8 alfiere del bianco · e8 donna del nero · b7 pedone del nero · b6 torre del bianco · c5 re del nero · d5 alfiere del nero · h5 torre del bianco · b4 alfiere del nero · b3 pedone del bianco · h3 pedone del nero · c2 cavallo del bianco · e2 cavallo del nero · h2 re del bianco · h1 alfiere del bianco | b8 alfiere del bianco · e8 donna del nero · b7 pedone del nero · b6 torre del bianco · c5 re del nero · d5 alfiere del nero · h5 torre del bianco · b4 alfiere del nero · b3 pedone del bianco · h3 pedone del nero · c2 cavallo del bianco · e2 cavallo del nero · h2 re del bianco · h1 alfiere del bianco | b8 alfiere del bianco · e8 donna del nero · b7 pedone del nero · b6 torre del bianco · c5 re del nero · d5 alfiere del nero · h5 torre del bianco · b4 alfiere del nero · b3 pedone del bianco · h3 pedone del nero · c2 cavallo del bianco · e2 cavallo del nero · h2 re del bianco · h1 alfiere del bianco | b8 alfiere del bianco · e8 donna del nero · b7 pedone del nero · b6 torre del bianco · c5 re del nero · d5 alfiere del nero · h5 torre del bianco · b4 alfiere del nero · b3 pedone del bianco · h3 pedone del nero · c2 cavallo del bianco · e2 cavallo del nero · h2 re del bianco · h1 alfiere del bianco | 5 |
| 4 | b8 alfiere del bianco · e8 donna del nero · b7 pedone del nero · b6 torre del bianco · c5 re del nero · d5 alfiere del nero · h5 torre del bianco · b4 alfiere del nero · b3 pedone del bianco · h3 pedone del nero · c2 cavallo del bianco · e2 cavallo del nero · h2 re del bianco · h1 alfiere del bianco | b8 alfiere del bianco · e8 donna del nero · b7 pedone del nero · b6 torre del bianco · c5 re del nero · d5 alfiere del nero · h5 torre del bianco · b4 alfiere del nero · b3 pedone del bianco · h3 pedone del nero · c2 cavallo del bianco · e2 cavallo del nero · h2 re del bianco · h1 alfiere del bianco | b8 alfiere del bianco · e8 donna del nero · b7 pedone del nero · b6 torre del bianco · c5 re del nero · d5 alfiere del nero · h5 torre del bianco · b4 alfiere del nero · b3 pedone del bianco · h3 pedone del nero · c2 cavallo del bianco · e2 cavallo del nero · h2 re del bianco · h1 alfiere del bianco | b8 alfiere del bianco · e8 donna del nero · b7 pedone del nero · b6 torre del bianco · c5 re del nero · d5 alfiere del nero · h5 torre del bianco · b4 alfiere del nero · b3 pedone del bianco · h3 pedone del nero · c2 cavallo del bianco · e2 cavallo del nero · h2 re del bianco · h1 alfiere del bianco | b8 alfiere del bianco · e8 donna del nero · b7 pedone del nero · b6 torre del bianco · c5 re del nero · d5 alfiere del nero · h5 torre del bianco · b4 alfiere del nero · b3 pedone del bianco · h3 pedone del nero · c2 cavallo del bianco · e2 cavallo del nero · h2 re del bianco · h1 alfiere del bianco | b8 alfiere del bianco · e8 donna del nero · b7 pedone del nero · b6 torre del bianco · c5 re del nero · d5 alfiere del nero · h5 torre del bianco · b4 alfiere del nero · b3 pedone del bianco · h3 pedone del nero · c2 cavallo del bianco · e2 cavallo del nero · h2 re del bianco · h1 alfiere del bianco | b8 alfiere del bianco · e8 donna del nero · b7 pedone del nero · b6 torre del bianco · c5 re del nero · d5 alfiere del nero · h5 torre del bianco · b4 alfiere del nero · b3 pedone del bianco · h3 pedone del nero · c2 cavallo del bianco · e2 cavallo del nero · h2 re del bianco · h1 alfiere del bianco | b8 alfiere del bianco · e8 donna del nero · b7 pedone del nero · b6 torre del bianco · c5 re del nero · d5 alfiere del nero · h5 torre del bianco · b4 alfiere del nero · b3 pedone del bianco · h3 pedone del nero · c2 cavallo del bianco · e2 cavallo del nero · h2 re del bianco · h1 alfiere del bianco | 4 |
| 3 | b8 alfiere del bianco · e8 donna del nero · b7 pedone del nero · b6 torre del bianco · c5 re del nero · d5 alfiere del nero · h5 torre del bianco · b4 alfiere del nero · b3 pedone del bianco · h3 pedone del nero · c2 cavallo del bianco · e2 cavallo del nero · h2 re del bianco · h1 alfiere del bianco | b8 alfiere del bianco · e8 donna del nero · b7 pedone del nero · b6 torre del bianco · c5 re del nero · d5 alfiere del nero · h5 torre del bianco · b4 alfiere del nero · b3 pedone del bianco · h3 pedone del nero · c2 cavallo del bianco · e2 cavallo del nero · h2 re del bianco · h1 alfiere del bianco | b8 alfiere del bianco · e8 donna del nero · b7 pedone del nero · b6 torre del bianco · c5 re del nero · d5 alfiere del nero · h5 torre del bianco · b4 alfiere del nero · b3 pedone del bianco · h3 pedone del nero · c2 cavallo del bianco · e2 cavallo del nero · h2 re del bianco · h1 alfiere del bianco | b8 alfiere del bianco · e8 donna del nero · b7 pedone del nero · b6 torre del bianco · c5 re del nero · d5 alfiere del nero · h5 torre del bianco · b4 alfiere del nero · b3 pedone del bianco · h3 pedone del nero · c2 cavallo del bianco · e2 cavallo del nero · h2 re del bianco · h1 alfiere del bianco | b8 alfiere del bianco · e8 donna del nero · b7 pedone del nero · b6 torre del bianco · c5 re del nero · d5 alfiere del nero · h5 torre del bianco · b4 alfiere del nero · b3 pedone del bianco · h3 pedone del nero · c2 cavallo del bianco · e2 cavallo del nero · h2 re del bianco · h1 alfiere del bianco | b8 alfiere del bianco · e8 donna del nero · b7 pedone del nero · b6 torre del bianco · c5 re del nero · d5 alfiere del nero · h5 torre del bianco · b4 alfiere del nero · b3 pedone del bianco · h3 pedone del nero · c2 cavallo del bianco · e2 cavallo del nero · h2 re del bianco · h1 alfiere del bianco | b8 alfiere del bianco · e8 donna del nero · b7 pedone del nero · b6 torre del bianco · c5 re del nero · d5 alfiere del nero · h5 torre del bianco · b4 alfiere del nero · b3 pedone del bianco · h3 pedone del nero · c2 cavallo del bianco · e2 cavallo del nero · h2 re del bianco · h1 alfiere del bianco | b8 alfiere del bianco · e8 donna del nero · b7 pedone del nero · b6 torre del bianco · c5 re del nero · d5 alfiere del nero · h5 torre del bianco · b4 alfiere del nero · b3 pedone del bianco · h3 pedone del nero · c2 cavallo del bianco · e2 cavallo del nero · h2 re del bianco · h1 alfiere del bianco | 3 |
| 2 | b8 alfiere del bianco · e8 donna del nero · b7 pedone del nero · b6 torre del bianco · c5 re del nero · d5 alfiere del nero · h5 torre del bianco · b4 alfiere del nero · b3 pedone del bianco · h3 pedone del nero · c2 cavallo del bianco · e2 cavallo del nero · h2 re del bianco · h1 alfiere del bianco | b8 alfiere del bianco · e8 donna del nero · b7 pedone del nero · b6 torre del bianco · c5 re del nero · d5 alfiere del nero · h5 torre del bianco · b4 alfiere del nero · b3 pedone del bianco · h3 pedone del nero · c2 cavallo del bianco · e2 cavallo del nero · h2 re del bianco · h1 alfiere del bianco | b8 alfiere del bianco · e8 donna del nero · b7 pedone del nero · b6 torre del bianco · c5 re del nero · d5 alfiere del nero · h5 torre del bianco · b4 alfiere del nero · b3 pedone del bianco · h3 pedone del nero · c2 cavallo del bianco · e2 cavallo del nero · h2 re del bianco · h1 alfiere del bianco | b8 alfiere del bianco · e8 donna del nero · b7 pedone del nero · b6 torre del bianco · c5 re del nero · d5 alfiere del nero · h5 torre del bianco · b4 alfiere del nero · b3 pedone del bianco · h3 pedone del nero · c2 cavallo del bianco · e2 cavallo del nero · h2 re del bianco · h1 alfiere del bianco | b8 alfiere del bianco · e8 donna del nero · b7 pedone del nero · b6 torre del bianco · c5 re del nero · d5 alfiere del nero · h5 torre del bianco · b4 alfiere del nero · b3 pedone del bianco · h3 pedone del nero · c2 cavallo del bianco · e2 cavallo del nero · h2 re del bianco · h1 alfiere del bianco | b8 alfiere del bianco · e8 donna del nero · b7 pedone del nero · b6 torre del bianco · c5 re del nero · d5 alfiere del nero · h5 torre del bianco · b4 alfiere del nero · b3 pedone del bianco · h3 pedone del nero · c2 cavallo del bianco · e2 cavallo del nero · h2 re del bianco · h1 alfiere del bianco | b8 alfiere del bianco · e8 donna del nero · b7 pedone del nero · b6 torre del bianco · c5 re del nero · d5 alfiere del nero · h5 torre del bianco · b4 alfiere del nero · b3 pedone del bianco · h3 pedone del nero · c2 cavallo del bianco · e2 cavallo del nero · h2 re del bianco · h1 alfiere del bianco | b8 alfiere del bianco · e8 donna del nero · b7 pedone del nero · b6 torre del bianco · c5 re del nero · d5 alfiere del nero · h5 torre del bianco · b4 alfiere del nero · b3 pedone del bianco · h3 pedone del nero · c2 cavallo del bianco · e2 cavallo del nero · h2 re del bianco · h1 alfiere del bianco | 2 |
| 1 | b8 alfiere del bianco · e8 donna del nero · b7 pedone del nero · b6 torre del bianco · c5 re del nero · d5 alfiere del nero · h5 torre del bianco · b4 alfiere del nero · b3 pedone del bianco · h3 pedone del nero · c2 cavallo del bianco · e2 cavallo del nero · h2 re del bianco · h1 alfiere del bianco | b8 alfiere del bianco · e8 donna del nero · b7 pedone del nero · b6 torre del bianco · c5 re del nero · d5 alfiere del nero · h5 torre del bianco · b4 alfiere del nero · b3 pedone del bianco · h3 pedone del nero · c2 cavallo del bianco · e2 cavallo del nero · h2 re del bianco · h1 alfiere del bianco | b8 alfiere del bianco · e8 donna del nero · b7 pedone del nero · b6 torre del bianco · c5 re del nero · d5 alfiere del nero · h5 torre del bianco · b4 alfiere del nero · b3 pedone del bianco · h3 pedone del nero · c2 cavallo del bianco · e2 cavallo del nero · h2 re del bianco · h1 alfiere del bianco | b8 alfiere del bianco · e8 donna del nero · b7 pedone del nero · b6 torre del bianco · c5 re del nero · d5 alfiere del nero · h5 torre del bianco · b4 alfiere del nero · b3 pedone del bianco · h3 pedone del nero · c2 cavallo del bianco · e2 cavallo del nero · h2 re del bianco · h1 alfiere del bianco | b8 alfiere del bianco · e8 donna del nero · b7 pedone del nero · b6 torre del bianco · c5 re del nero · d5 alfiere del nero · h5 torre del bianco · b4 alfiere del nero · b3 pedone del bianco · h3 pedone del nero · c2 cavallo del bianco · e2 cavallo del nero · h2 re del bianco · h1 alfiere del bianco | b8 alfiere del bianco · e8 donna del nero · b7 pedone del nero · b6 torre del bianco · c5 re del nero · d5 alfiere del nero · h5 torre del bianco · b4 alfiere del nero · b3 pedone del bianco · h3 pedone del nero · c2 cavallo del bianco · e2 cavallo del nero · h2 re del bianco · h1 alfiere del bianco | b8 alfiere del bianco · e8 donna del nero · b7 pedone del nero · b6 torre del bianco · c5 re del nero · d5 alfiere del nero · h5 torre del bianco · b4 alfiere del nero · b3 pedone del bianco · h3 pedone del nero · c2 cavallo del bianco · e2 cavallo del nero · h2 re del bianco · h1 alfiere del bianco | b8 alfiere del bianco · e8 donna del nero · b7 pedone del nero · b6 torre del bianco · c5 re del nero · d5 alfiere del nero · h5 torre del bianco · b4 alfiere del nero · b3 pedone del bianco · h3 pedone del nero · c2 cavallo del bianco · e2 cavallo del nero · h2 re del bianco · h1 alfiere del bianco | 1 |
|   | a | b | c | d | e | f | g | h |   |

|   | a | b | c | d | e | f | g | h |   |
| 8 | d8 re del nero · f7 torre del bianco · a6 pedone del nero · c6 pedone del bianco · d6 cavallo del bianco · f6 pedone del nero · h6 re del bianco · a5 alfiere del nero · c5 cavallo del nero · d5 pedone del nero · g5 pedone del nero · g4 pedone del nero · g3 donna del bianco · e2 alfiere del nero · d1 cavallo del nero | d8 re del nero · f7 torre del bianco · a6 pedone del nero · c6 pedone del bianco · d6 cavallo del bianco · f6 pedone del nero · h6 re del bianco · a5 alfiere del nero · c5 cavallo del nero · d5 pedone del nero · g5 pedone del nero · g4 pedone del nero · g3 donna del bianco · e2 alfiere del nero · d1 cavallo del nero | d8 re del nero · f7 torre del bianco · a6 pedone del nero · c6 pedone del bianco · d6 cavallo del bianco · f6 pedone del nero · h6 re del bianco · a5 alfiere del nero · c5 cavallo del nero · d5 pedone del nero · g5 pedone del nero · g4 pedone del nero · g3 donna del bianco · e2 alfiere del nero · d1 cavallo del nero | d8 re del nero · f7 torre del bianco · a6 pedone del nero · c6 pedone del bianco · d6 cavallo del bianco · f6 pedone del nero · h6 re del bianco · a5 alfiere del nero · c5 cavallo del nero · d5 pedone del nero · g5 pedone del nero · g4 pedone del nero · g3 donna del bianco · e2 alfiere del nero · d1 cavallo del nero | d8 re del nero · f7 torre del bianco · a6 pedone del nero · c6 pedone del bianco · d6 cavallo del bianco · f6 pedone del nero · h6 re del bianco · a5 alfiere del nero · c5 cavallo del nero · d5 pedone del nero · g5 pedone del nero · g4 pedone del nero · g3 donna del bianco · e2 alfiere del nero · d1 cavallo del nero | d8 re del nero · f7 torre del bianco · a6 pedone del nero · c6 pedone del bianco · d6 cavallo del bianco · f6 pedone del nero · h6 re del bianco · a5 alfiere del nero · c5 cavallo del nero · d5 pedone del nero · g5 pedone del nero · g4 pedone del nero · g3 donna del bianco · e2 alfiere del nero · d1 cavallo del nero | d8 re del nero · f7 torre del bianco · a6 pedone del nero · c6 pedone del bianco · d6 cavallo del bianco · f6 pedone del nero · h6 re del bianco · a5 alfiere del nero · c5 cavallo del nero · d5 pedone del nero · g5 pedone del nero · g4 pedone del nero · g3 donna del bianco · e2 alfiere del nero · d1 cavallo del nero | d8 re del nero · f7 torre del bianco · a6 pedone del nero · c6 pedone del bianco · d6 cavallo del bianco · f6 pedone del nero · h6 re del bianco · a5 alfiere del nero · c5 cavallo del nero · d5 pedone del nero · g5 pedone del nero · g4 pedone del nero · g3 donna del bianco · e2 alfiere del nero · d1 cavallo del nero | 8 |
| 7 | d8 re del nero · f7 torre del bianco · a6 pedone del nero · c6 pedone del bianco · d6 cavallo del bianco · f6 pedone del nero · h6 re del bianco · a5 alfiere del nero · c5 cavallo del nero · d5 pedone del nero · g5 pedone del nero · g4 pedone del nero · g3 donna del bianco · e2 alfiere del nero · d1 cavallo del nero | d8 re del nero · f7 torre del bianco · a6 pedone del nero · c6 pedone del bianco · d6 cavallo del bianco · f6 pedone del nero · h6 re del bianco · a5 alfiere del nero · c5 cavallo del nero · d5 pedone del nero · g5 pedone del nero · g4 pedone del nero · g3 donna del bianco · e2 alfiere del nero · d1 cavallo del nero | d8 re del nero · f7 torre del bianco · a6 pedone del nero · c6 pedone del bianco · d6 cavallo del bianco · f6 pedone del nero · h6 re del bianco · a5 alfiere del nero · c5 cavallo del nero · d5 pedone del nero · g5 pedone del nero · g4 pedone del nero · g3 donna del bianco · e2 alfiere del nero · d1 cavallo del nero | d8 re del nero · f7 torre del bianco · a6 pedone del nero · c6 pedone del bianco · d6 cavallo del bianco · f6 pedone del nero · h6 re del bianco · a5 alfiere del nero · c5 cavallo del nero · d5 pedone del nero · g5 pedone del nero · g4 pedone del nero · g3 donna del bianco · e2 alfiere del nero · d1 cavallo del nero | d8 re del nero · f7 torre del bianco · a6 pedone del nero · c6 pedone del bianco · d6 cavallo del bianco · f6 pedone del nero · h6 re del bianco · a5 alfiere del nero · c5 cavallo del nero · d5 pedone del nero · g5 pedone del nero · g4 pedone del nero · g3 donna del bianco · e2 alfiere del nero · d1 cavallo del nero | d8 re del nero · f7 torre del bianco · a6 pedone del nero · c6 pedone del bianco · d6 cavallo del bianco · f6 pedone del nero · h6 re del bianco · a5 alfiere del nero · c5 cavallo del nero · d5 pedone del nero · g5 pedone del nero · g4 pedone del nero · g3 donna del bianco · e2 alfiere del nero · d1 cavallo del nero | d8 re del nero · f7 torre del bianco · a6 pedone del nero · c6 pedone del bianco · d6 cavallo del bianco · f6 pedone del nero · h6 re del bianco · a5 alfiere del nero · c5 cavallo del nero · d5 pedone del nero · g5 pedone del nero · g4 pedone del nero · g3 donna del bianco · e2 alfiere del nero · d1 cavallo del nero | d8 re del nero · f7 torre del bianco · a6 pedone del nero · c6 pedone del bianco · d6 cavallo del bianco · f6 pedone del nero · h6 re del bianco · a5 alfiere del nero · c5 cavallo del nero · d5 pedone del nero · g5 pedone del nero · g4 pedone del nero · g3 donna del bianco · e2 alfiere del nero · d1 cavallo del nero | 7 |
| 6 | d8 re del nero · f7 torre del bianco · a6 pedone del nero · c6 pedone del bianco · d6 cavallo del bianco · f6 pedone del nero · h6 re del bianco · a5 alfiere del nero · c5 cavallo del nero · d5 pedone del nero · g5 pedone del nero · g4 pedone del nero · g3 donna del bianco · e2 alfiere del nero · d1 cavallo del nero | d8 re del nero · f7 torre del bianco · a6 pedone del nero · c6 pedone del bianco · d6 cavallo del bianco · f6 pedone del nero · h6 re del bianco · a5 alfiere del nero · c5 cavallo del nero · d5 pedone del nero · g5 pedone del nero · g4 pedone del nero · g3 donna del bianco · e2 alfiere del nero · d1 cavallo del nero | d8 re del nero · f7 torre del bianco · a6 pedone del nero · c6 pedone del bianco · d6 cavallo del bianco · f6 pedone del nero · h6 re del bianco · a5 alfiere del nero · c5 cavallo del nero · d5 pedone del nero · g5 pedone del nero · g4 pedone del nero · g3 donna del bianco · e2 alfiere del nero · d1 cavallo del nero | d8 re del nero · f7 torre del bianco · a6 pedone del nero · c6 pedone del bianco · d6 cavallo del bianco · f6 pedone del nero · h6 re del bianco · a5 alfiere del nero · c5 cavallo del nero · d5 pedone del nero · g5 pedone del nero · g4 pedone del nero · g3 donna del bianco · e2 alfiere del nero · d1 cavallo del nero | d8 re del nero · f7 torre del bianco · a6 pedone del nero · c6 pedone del bianco · d6 cavallo del bianco · f6 pedone del nero · h6 re del bianco · a5 alfiere del nero · c5 cavallo del nero · d5 pedone del nero · g5 pedone del nero · g4 pedone del nero · g3 donna del bianco · e2 alfiere del nero · d1 cavallo del nero | d8 re del nero · f7 torre del bianco · a6 pedone del nero · c6 pedone del bianco · d6 cavallo del bianco · f6 pedone del nero · h6 re del bianco · a5 alfiere del nero · c5 cavallo del nero · d5 pedone del nero · g5 pedone del nero · g4 pedone del nero · g3 donna del bianco · e2 alfiere del nero · d1 cavallo del nero | d8 re del nero · f7 torre del bianco · a6 pedone del nero · c6 pedone del bianco · d6 cavallo del bianco · f6 pedone del nero · h6 re del bianco · a5 alfiere del nero · c5 cavallo del nero · d5 pedone del nero · g5 pedone del nero · g4 pedone del nero · g3 donna del bianco · e2 alfiere del nero · d1 cavallo del nero | d8 re del nero · f7 torre del bianco · a6 pedone del nero · c6 pedone del bianco · d6 cavallo del bianco · f6 pedone del nero · h6 re del bianco · a5 alfiere del nero · c5 cavallo del nero · d5 pedone del nero · g5 pedone del nero · g4 pedone del nero · g3 donna del bianco · e2 alfiere del nero · d1 cavallo del nero | 6 |
| 5 | d8 re del nero · f7 torre del bianco · a6 pedone del nero · c6 pedone del bianco · d6 cavallo del bianco · f6 pedone del nero · h6 re del bianco · a5 alfiere del nero · c5 cavallo del nero · d5 pedone del nero · g5 pedone del nero · g4 pedone del nero · g3 donna del bianco · e2 alfiere del nero · d1 cavallo del nero | d8 re del nero · f7 torre del bianco · a6 pedone del nero · c6 pedone del bianco · d6 cavallo del bianco · f6 pedone del nero · h6 re del bianco · a5 alfiere del nero · c5 cavallo del nero · d5 pedone del nero · g5 pedone del nero · g4 pedone del nero · g3 donna del bianco · e2 alfiere del nero · d1 cavallo del nero | d8 re del nero · f7 torre del bianco · a6 pedone del nero · c6 pedone del bianco · d6 cavallo del bianco · f6 pedone del nero · h6 re del bianco · a5 alfiere del nero · c5 cavallo del nero · d5 pedone del nero · g5 pedone del nero · g4 pedone del nero · g3 donna del bianco · e2 alfiere del nero · d1 cavallo del nero | d8 re del nero · f7 torre del bianco · a6 pedone del nero · c6 pedone del bianco · d6 cavallo del bianco · f6 pedone del nero · h6 re del bianco · a5 alfiere del nero · c5 cavallo del nero · d5 pedone del nero · g5 pedone del nero · g4 pedone del nero · g3 donna del bianco · e2 alfiere del nero · d1 cavallo del nero | d8 re del nero · f7 torre del bianco · a6 pedone del nero · c6 pedone del bianco · d6 cavallo del bianco · f6 pedone del nero · h6 re del bianco · a5 alfiere del nero · c5 cavallo del nero · d5 pedone del nero · g5 pedone del nero · g4 pedone del nero · g3 donna del bianco · e2 alfiere del nero · d1 cavallo del nero | d8 re del nero · f7 torre del bianco · a6 pedone del nero · c6 pedone del bianco · d6 cavallo del bianco · f6 pedone del nero · h6 re del bianco · a5 alfiere del nero · c5 cavallo del nero · d5 pedone del nero · g5 pedone del nero · g4 pedone del nero · g3 donna del bianco · e2 alfiere del nero · d1 cavallo del nero | d8 re del nero · f7 torre del bianco · a6 pedone del nero · c6 pedone del bianco · d6 cavallo del bianco · f6 pedone del nero · h6 re del bianco · a5 alfiere del nero · c5 cavallo del nero · d5 pedone del nero · g5 pedone del nero · g4 pedone del nero · g3 donna del bianco · e2 alfiere del nero · d1 cavallo del nero | d8 re del nero · f7 torre del bianco · a6 pedone del nero · c6 pedone del bianco · d6 cavallo del bianco · f6 pedone del nero · h6 re del bianco · a5 alfiere del nero · c5 cavallo del nero · d5 pedone del nero · g5 pedone del nero · g4 pedone del nero · g3 donna del bianco · e2 alfiere del nero · d1 cavallo del nero | 5 |
| 4 | d8 re del nero · f7 torre del bianco · a6 pedone del nero · c6 pedone del bianco · d6 cavallo del bianco · f6 pedone del nero · h6 re del bianco · a5 alfiere del nero · c5 cavallo del nero · d5 pedone del nero · g5 pedone del nero · g4 pedone del nero · g3 donna del bianco · e2 alfiere del nero · d1 cavallo del nero | d8 re del nero · f7 torre del bianco · a6 pedone del nero · c6 pedone del bianco · d6 cavallo del bianco · f6 pedone del nero · h6 re del bianco · a5 alfiere del nero · c5 cavallo del nero · d5 pedone del nero · g5 pedone del nero · g4 pedone del nero · g3 donna del bianco · e2 alfiere del nero · d1 cavallo del nero | d8 re del nero · f7 torre del bianco · a6 pedone del nero · c6 pedone del bianco · d6 cavallo del bianco · f6 pedone del nero · h6 re del bianco · a5 alfiere del nero · c5 cavallo del nero · d5 pedone del nero · g5 pedone del nero · g4 pedone del nero · g3 donna del bianco · e2 alfiere del nero · d1 cavallo del nero | d8 re del nero · f7 torre del bianco · a6 pedone del nero · c6 pedone del bianco · d6 cavallo del bianco · f6 pedone del nero · h6 re del bianco · a5 alfiere del nero · c5 cavallo del nero · d5 pedone del nero · g5 pedone del nero · g4 pedone del nero · g3 donna del bianco · e2 alfiere del nero · d1 cavallo del nero | d8 re del nero · f7 torre del bianco · a6 pedone del nero · c6 pedone del bianco · d6 cavallo del bianco · f6 pedone del nero · h6 re del bianco · a5 alfiere del nero · c5 cavallo del nero · d5 pedone del nero · g5 pedone del nero · g4 pedone del nero · g3 donna del bianco · e2 alfiere del nero · d1 cavallo del nero | d8 re del nero · f7 torre del bianco · a6 pedone del nero · c6 pedone del bianco · d6 cavallo del bianco · f6 pedone del nero · h6 re del bianco · a5 alfiere del nero · c5 cavallo del nero · d5 pedone del nero · g5 pedone del nero · g4 pedone del nero · g3 donna del bianco · e2 alfiere del nero · d1 cavallo del nero | d8 re del nero · f7 torre del bianco · a6 pedone del nero · c6 pedone del bianco · d6 cavallo del bianco · f6 pedone del nero · h6 re del bianco · a5 alfiere del nero · c5 cavallo del nero · d5 pedone del nero · g5 pedone del nero · g4 pedone del nero · g3 donna del bianco · e2 alfiere del nero · d1 cavallo del nero | d8 re del nero · f7 torre del bianco · a6 pedone del nero · c6 pedone del bianco · d6 cavallo del bianco · f6 pedone del nero · h6 re del bianco · a5 alfiere del nero · c5 cavallo del nero · d5 pedone del nero · g5 pedone del nero · g4 pedone del nero · g3 donna del bianco · e2 alfiere del nero · d1 cavallo del nero | 4 |
| 3 | d8 re del nero · f7 torre del bianco · a6 pedone del nero · c6 pedone del bianco · d6 cavallo del bianco · f6 pedone del nero · h6 re del bianco · a5 alfiere del nero · c5 cavallo del nero · d5 pedone del nero · g5 pedone del nero · g4 pedone del nero · g3 donna del bianco · e2 alfiere del nero · d1 cavallo del nero | d8 re del nero · f7 torre del bianco · a6 pedone del nero · c6 pedone del bianco · d6 cavallo del bianco · f6 pedone del nero · h6 re del bianco · a5 alfiere del nero · c5 cavallo del nero · d5 pedone del nero · g5 pedone del nero · g4 pedone del nero · g3 donna del bianco · e2 alfiere del nero · d1 cavallo del nero | d8 re del nero · f7 torre del bianco · a6 pedone del nero · c6 pedone del bianco · d6 cavallo del bianco · f6 pedone del nero · h6 re del bianco · a5 alfiere del nero · c5 cavallo del nero · d5 pedone del nero · g5 pedone del nero · g4 pedone del nero · g3 donna del bianco · e2 alfiere del nero · d1 cavallo del nero | d8 re del nero · f7 torre del bianco · a6 pedone del nero · c6 pedone del bianco · d6 cavallo del bianco · f6 pedone del nero · h6 re del bianco · a5 alfiere del nero · c5 cavallo del nero · d5 pedone del nero · g5 pedone del nero · g4 pedone del nero · g3 donna del bianco · e2 alfiere del nero · d1 cavallo del nero | d8 re del nero · f7 torre del bianco · a6 pedone del nero · c6 pedone del bianco · d6 cavallo del bianco · f6 pedone del nero · h6 re del bianco · a5 alfiere del nero · c5 cavallo del nero · d5 pedone del nero · g5 pedone del nero · g4 pedone del nero · g3 donna del bianco · e2 alfiere del nero · d1 cavallo del nero | d8 re del nero · f7 torre del bianco · a6 pedone del nero · c6 pedone del bianco · d6 cavallo del bianco · f6 pedone del nero · h6 re del bianco · a5 alfiere del nero · c5 cavallo del nero · d5 pedone del nero · g5 pedone del nero · g4 pedone del nero · g3 donna del bianco · e2 alfiere del nero · d1 cavallo del nero | d8 re del nero · f7 torre del bianco · a6 pedone del nero · c6 pedone del bianco · d6 cavallo del bianco · f6 pedone del nero · h6 re del bianco · a5 alfiere del nero · c5 cavallo del nero · d5 pedone del nero · g5 pedone del nero · g4 pedone del nero · g3 donna del bianco · e2 alfiere del nero · d1 cavallo del nero | d8 re del nero · f7 torre del bianco · a6 pedone del nero · c6 pedone del bianco · d6 cavallo del bianco · f6 pedone del nero · h6 re del bianco · a5 alfiere del nero · c5 cavallo del nero · d5 pedone del nero · g5 pedone del nero · g4 pedone del nero · g3 donna del bianco · e2 alfiere del nero · d1 cavallo del nero | 3 |
| 2 | d8 re del nero · f7 torre del bianco · a6 pedone del nero · c6 pedone del bianco · d6 cavallo del bianco · f6 pedone del nero · h6 re del bianco · a5 alfiere del nero · c5 cavallo del nero · d5 pedone del nero · g5 pedone del nero · g4 pedone del nero · g3 donna del bianco · e2 alfiere del nero · d1 cavallo del nero | d8 re del nero · f7 torre del bianco · a6 pedone del nero · c6 pedone del bianco · d6 cavallo del bianco · f6 pedone del nero · h6 re del bianco · a5 alfiere del nero · c5 cavallo del nero · d5 pedone del nero · g5 pedone del nero · g4 pedone del nero · g3 donna del bianco · e2 alfiere del nero · d1 cavallo del nero | d8 re del nero · f7 torre del bianco · a6 pedone del nero · c6 pedone del bianco · d6 cavallo del bianco · f6 pedone del nero · h6 re del bianco · a5 alfiere del nero · c5 cavallo del nero · d5 pedone del nero · g5 pedone del nero · g4 pedone del nero · g3 donna del bianco · e2 alfiere del nero · d1 cavallo del nero | d8 re del nero · f7 torre del bianco · a6 pedone del nero · c6 pedone del bianco · d6 cavallo del bianco · f6 pedone del nero · h6 re del bianco · a5 alfiere del nero · c5 cavallo del nero · d5 pedone del nero · g5 pedone del nero · g4 pedone del nero · g3 donna del bianco · e2 alfiere del nero · d1 cavallo del nero | d8 re del nero · f7 torre del bianco · a6 pedone del nero · c6 pedone del bianco · d6 cavallo del bianco · f6 pedone del nero · h6 re del bianco · a5 alfiere del nero · c5 cavallo del nero · d5 pedone del nero · g5 pedone del nero · g4 pedone del nero · g3 donna del bianco · e2 alfiere del nero · d1 cavallo del nero | d8 re del nero · f7 torre del bianco · a6 pedone del nero · c6 pedone del bianco · d6 cavallo del bianco · f6 pedone del nero · h6 re del bianco · a5 alfiere del nero · c5 cavallo del nero · d5 pedone del nero · g5 pedone del nero · g4 pedone del nero · g3 donna del bianco · e2 alfiere del nero · d1 cavallo del nero | d8 re del nero · f7 torre del bianco · a6 pedone del nero · c6 pedone del bianco · d6 cavallo del bianco · f6 pedone del nero · h6 re del bianco · a5 alfiere del nero · c5 cavallo del nero · d5 pedone del nero · g5 pedone del nero · g4 pedone del nero · g3 donna del bianco · e2 alfiere del nero · d1 cavallo del nero | d8 re del nero · f7 torre del bianco · a6 pedone del nero · c6 pedone del bianco · d6 cavallo del bianco · f6 pedone del nero · h6 re del bianco · a5 alfiere del nero · c5 cavallo del nero · d5 pedone del nero · g5 pedone del nero · g4 pedone del nero · g3 donna del bianco · e2 alfiere del nero · d1 cavallo del nero | 2 |
| 1 | d8 re del nero · f7 torre del bianco · a6 pedone del nero · c6 pedone del bianco · d6 cavallo del bianco · f6 pedone del nero · h6 re del bianco · a5 alfiere del nero · c5 cavallo del nero · d5 pedone del nero · g5 pedone del nero · g4 pedone del nero · g3 donna del bianco · e2 alfiere del nero · d1 cavallo del nero | d8 re del nero · f7 torre del bianco · a6 pedone del nero · c6 pedone del bianco · d6 cavallo del bianco · f6 pedone del nero · h6 re del bianco · a5 alfiere del nero · c5 cavallo del nero · d5 pedone del nero · g5 pedone del nero · g4 pedone del nero · g3 donna del bianco · e2 alfiere del nero · d1 cavallo del nero | d8 re del nero · f7 torre del bianco · a6 pedone del nero · c6 pedone del bianco · d6 cavallo del bianco · f6 pedone del nero · h6 re del bianco · a5 alfiere del nero · c5 cavallo del nero · d5 pedone del nero · g5 pedone del nero · g4 pedone del nero · g3 donna del bianco · e2 alfiere del nero · d1 cavallo del nero | d8 re del nero · f7 torre del bianco · a6 pedone del nero · c6 pedone del bianco · d6 cavallo del bianco · f6 pedone del nero · h6 re del bianco · a5 alfiere del nero · c5 cavallo del nero · d5 pedone del nero · g5 pedone del nero · g4 pedone del nero · g3 donna del bianco · e2 alfiere del nero · d1 cavallo del nero | d8 re del nero · f7 torre del bianco · a6 pedone del nero · c6 pedone del bianco · d6 cavallo del bianco · f6 pedone del nero · h6 re del bianco · a5 alfiere del nero · c5 cavallo del nero · d5 pedone del nero · g5 pedone del nero · g4 pedone del nero · g3 donna del bianco · e2 alfiere del nero · d1 cavallo del nero | d8 re del nero · f7 torre del bianco · a6 pedone del nero · c6 pedone del bianco · d6 cavallo del bianco · f6 pedone del nero · h6 re del bianco · a5 alfiere del nero · c5 cavallo del nero · d5 pedone del nero · g5 pedone del nero · g4 pedone del nero · g3 donna del bianco · e2 alfiere del nero · d1 cavallo del nero | d8 re del nero · f7 torre del bianco · a6 pedone del nero · c6 pedone del bianco · d6 cavallo del bianco · f6 pedone del nero · h6 re del bianco · a5 alfiere del nero · c5 cavallo del nero · d5 pedone del nero · g5 pedone del nero · g4 pedone del nero · g3 donna del bianco · e2 alfiere del nero · d1 cavallo del nero | d8 re del nero · f7 torre del bianco · a6 pedone del nero · c6 pedone del bianco · d6 cavallo del bianco · f6 pedone del nero · h6 re del bianco · a5 alfiere del nero · c5 cavallo del nero · d5 pedone del nero · g5 pedone del nero · g4 pedone del nero · g3 donna del bianco · e2 alfiere del nero · d1 cavallo del nero | 1 |
|   | a | b | c | d | e | f | g | h |   |

Soluzione:
1. Tg7!  (blocco)

1... d4   2. Db3!  Cxb3  3. Td7#

1... Af3  2. De1!  Axe1  3. c7#

## Opere
- Moderní Sachovd Studie Praga, 1951
- Šachová Studie, Praga, 1954
- Vybrané Šachové Problémy, Praga, 1959